# Вільям Петті, 2-й граф Шелберн
Вільям Петті-Фіцморіс (англ. William Petty-FitzMaurice), перший маркіз Ленсдаун, 2-й граф Шелберн (2 травня 1737 — 7 травня 1805) — британський державний діяч, член партії вігів, 14-й прем'єр-міністр Великої Британії.

## Біографія
Народився 2 травня 1737 року в Дубліні, Ірландія у родині Джона Фіцморіса. Освіту здобув в Оксфорді. Надалі служив у армії, дослужився до звання полковника.
Був двічі одружений, мав двох синів і одну дочку.
Помер 7 травня 1805 року в Лондоні.

## Політична діяльність
Вперше став членом парламенту Великої Британії 2 червня 1760 року.
У 1782–1783 роках займав посаду голови палати лордів.
Кільки разів входив до складу кабінету. У 1766–1768 роках був державним секретарем у справах колоній і намагався провадити миротворчу політику стосовно Америки, але не мав схвалення решти членів уряду та вийшов у відставку.
У період з 4 липня 1782 до 2 квітня 1783 року очолював кабінет.